# Shao Birun
Shao Birun (chinesisch 邵毕润, Pinyin Shào Bìrùn; * 15. August 2003) ist eine chinesische Skispringerin.

## Werdegang
Shao Birun startete erstmals auf internationaler Ebene im Rahmen zweier Wettbewerbe des FIS-Cups am 5. und 6. Oktober 2019 in Villach, wo sie den 21. und 23. Platz belegte. Daraufhin folgten weitere Wettbewerbsteilnahmen im FIS-Cup; als beste Resultate gelangen ihr bisher ein Sieg und mehrere Top-10-Platzierungen. Shao startete am 17. Juli 2021 in Kuopio erstmals im Continental Cup; hier gelang ihr bereits bei ihrem ersten Start der Sieg eines Continental-Cup-Wettbewerbs. Beim zweiten Wettbewerb wurde sie Siebte. Vom 10. bis 12. September 2021 debütierte Shao in Tschaikowski im Sommer-Grand-Prix, wo sie den 33. und 34. Platz belegte und damit Grand-Prix-Punkte verpasste.

## Erfolge

### Continental-Cup-Siege im Einzel
| Nr. | Datum         | Ort    | Typ           |
| --- | ------------- | ------ | ------------- |
| 01. | 17. Juli 2021 | Kuopio | Normalschanze |

### Continental-Cup-Platzierungen
| Saison  | Sommer | Sommer | Winter | Winter | Gesamt | Gesamt |
| Saison  | Platz  | Punkte | Platz  | Punkte | Platz  | Punkte |
| ------- | ------ | ------ | ------ | ------ | ------ | ------ |
| 2021/22 | 09.    | 159    |        |        |        |        |